# Luehdorfia
Luehdorfia  es un género de lepidópteros ditrisios de la familia Papilionidae. 

## Especies
El género Luehdorfia incluye cuatro especies propias del Extremo Oriente:
- Luehdorfia chinensis - China.
- Luehdorfia japonica - Japón, China, Taiwán.
- Luehdorfia puziloi - Manchuria, Ussuri, Corea del Norte, Japón, Kuriles
- Luehdorfia taibai - China.